# Roby (przystanek kolejowy)
Roby – zlikwidowany przystanek gryfickiej kolei wąskotorowej w Robach, w województwie zachodniopomorskim, w Polsce. Przystanek został zlikwidowany po 1961 roku.